# FOAF
FOAF (англ. Friend of a Friend) — проєкт зі створення моделі машинно-читаних домашніх сторінок і соціальних мереж, заснований Ліббі Міллером і Деном Бріклі.
Серцем проєкту є специфікація, яка визначає деякі вирази, які використовуються у висловлюваннях (англ. statements) про будь-кого, наприклад: ім'я, стать і інші характеристики. Щоб послатися на ці дані використовується ідентифікатор, що включає унікальні властивості одного (наприклад, SHA1 сума від E-Mail адреси, Jabber ID, або URI домашньої сторінки, веблога).
Завдяки технології користувач може отримати підписку на новини і матеріали користувачів, які розташовані в «списку друзів». Завдяки FOAF розширюється коло спілкувань в Інтернеті. Технологія FOAF лягла в основу соціальних інтернет-мереж.
Заснований на RDF, певний за допомогою Web Ontology Language і розроблений для легкої розширюваності FOAF дозволяє розподіляти дані між різними комп'ютерними оточеннями.

## Проєкт FOAF
Один одному (FOAF): експериментально пов'язана інформаційна система.
FOAF комп'ютерна мова, що визначає словник людей, пов'язаних термінів, які можуть бути використані в структурованих даних (наприклад, RDFa, JSON-LD, Linked Data).